# Roma sockerbruk

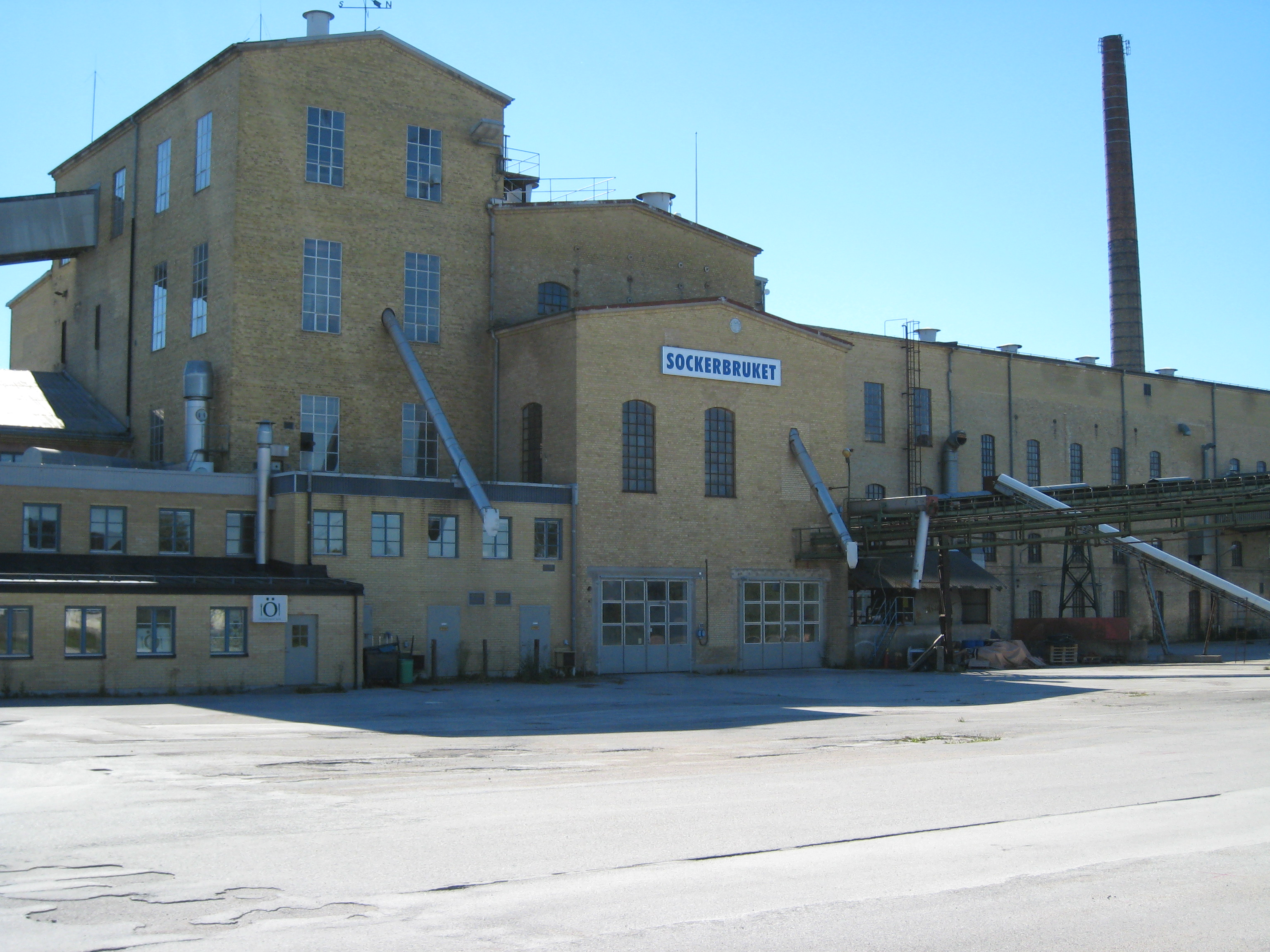
Roma sockerbruk år 2008.

Roma sockerbruk är ett tidigare sockerbruk som är beläget i samhället Roma på mellersta Gotland. Bruket var i drift mellan 1894 och 1997.

## Historia

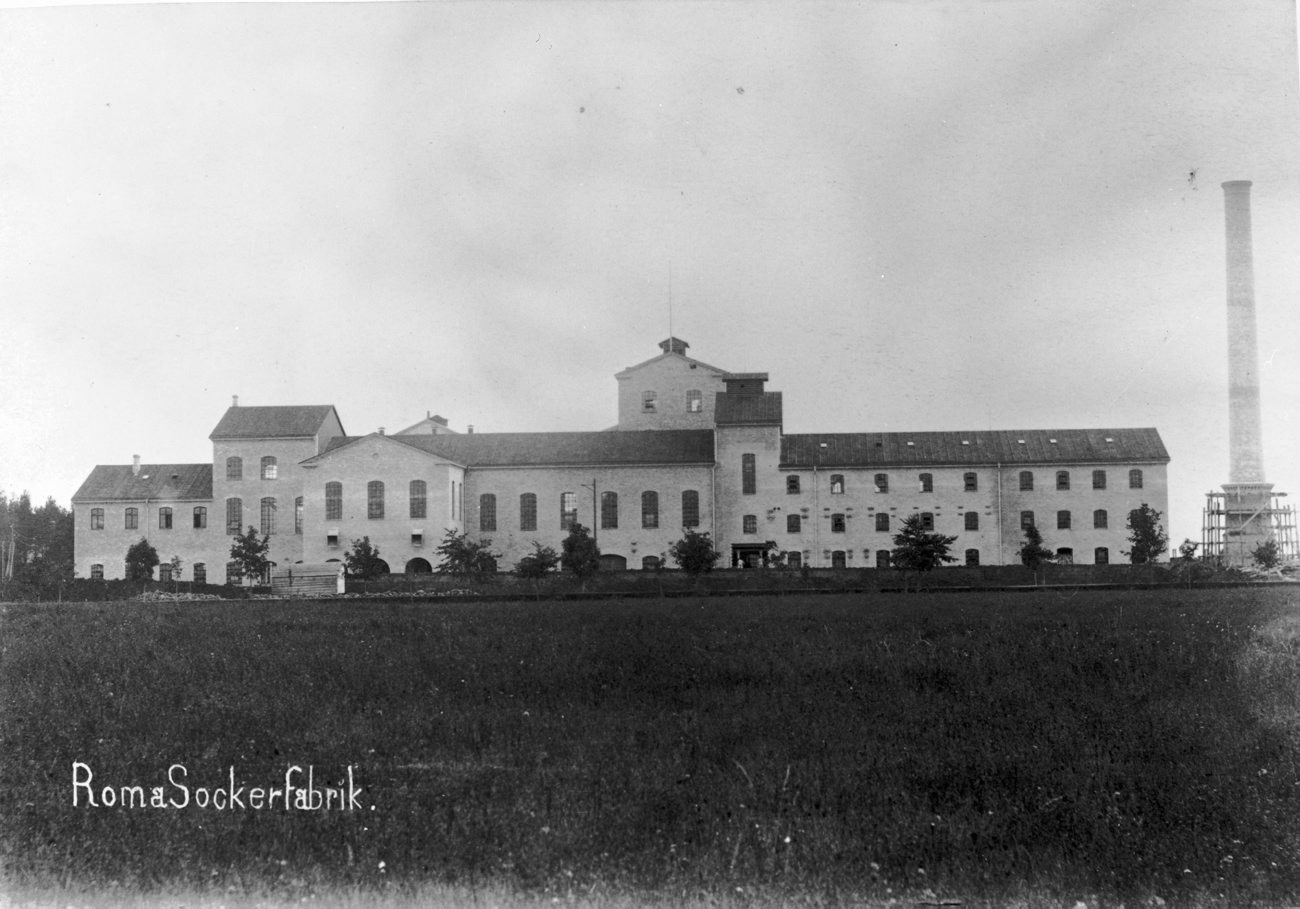
Roma sockerbruk cirka år 1900.

En delegation från hushållningssällskapet reste den 2 december 1892 ner till Skåne för att närmare studera betodlingen och sockertillverkningen. Även jordbrukare från de delar av Gotland som ansågs lämpade för sockerbetsodling var med på resan. Redan efter två dagars besök var samtliga med på att det skulle bli en fabrik på Gotland. Den lämpligaste platsen för ett sockerbruk blev platsen vid Roma järnvägsstation, beläget mitt på Gotland med tillgång av vatten från Roma myr och med goda förbindelser med Visby. Vissa maskiner och de högsta cheferna hämtades från Skåne. Byggnadsritningarna och sockertekniskt utrustning kom från Tyskland. I oktober 1894 stod bruket färdigt till en kostnad av 1,3 miljoner kronor för Roma sockerbruk AB. I och med bygget av sockerbruket anlades också ett antal olika järnvägar på Gotland för att underlätta transporten av sockerbetor. Bland annat Klintehamn-Roma Järnväg, Slite-Roma Järnväg och Sydvästra Gotlands Järnväg. Betodlingen blev det som kom att påverka hur järnvägarna drogs på ön och inte förslagen som tagits fram innan bruket anlades.
Vid sekelskiftet 1800–1900 var det ett av Sveriges största sockerbruk. År 1902 kom sydsvenska aktieägare in i bolaget och 1907 löstes fabriken slutligen in av Svenska Sockerfabriks AB (SSA) för 3,7 miljoner kr. Betodlingen var på uppgång under 1930-talet och sockerbruket i Roma var ett år det fjärde största i landet. Flera sockerbruk lades ned under 1950-talet och Romas sockerbruk förbättrades av utrustningen från material som kom från de bruk som lades ned. Under samma tid byggdes en silo som rymde 12 500 ton strösocker. År 1957 slutade man använda järnvägen för sockertransporter och järnvägsnätet på Gotland lades ned helt 1960. År 1968 moderniserades sockerbrukets maskineri. Ett nytt tekniskt avancerat kontrollrum inrättades vilket automatiserade tillverkningen. 1993 köptes Svenska Sockerfabriks AB upp av danska Danisco Sugar. 1996 kom ägaren, regeringen och Lantbrukarnas Riksförbund överens om att lägga ned verksamheten.
Den 15 december 1997 lades produktionen helt ner och den sista betkampanjen var över. Det hade då avverkats 9 304 286 ton betor och tillverkats 1 422 742 ton socker under Roma sockerbruks historia. Sockerbruket ansågs inte ha värde nog för en byggnadsminnesförklaring och år 2003 köpte Klosterfastigheter Gotland KB byggnaderna på det nedlagda sockerbruket. Idag disponeras byggnaden av andra företag och det har länge diskuterats om en nystartad etanoltillverkning i det gamla bruket. Även en biogasanläggning har varit under projektering.
| År   | Juli | November | Medeltal under året |
| ---- | ---- | -------- | ------------------- |
| 1938 | 105  | 206      | 128                 |
| 1946 | 58   | 348      | 126                 |

## Disponenter
- 1893–1918 – Per Forssman
- 1918–1927 – Sigfrid Hanning (även Svedala och Köpingebro)
- 1927–1933 – Rasmus Harksen
- 1933–1940 – Torsten Lindman
- 1940             Arne Fritsch
- 1941–1944 – Torsten Ulfheden
- 1944–1948 – Bengt Dieden
- 1948–1951 – Sven Månsson
- 1951–1957 – Stig Jönsson
- 1957–1963 – Knut Nilsson
- 1963–1974 – Sven Idoff
- 1974–           Stig Forsblom